# Szent Kelemen-bazilika
A Szent Kelemen-bazilika (olaszul: Basilica di San Clemente) Róma egyik legősibb keresztény temploma. Különlegessége, hogy az épület alatt megtekinthetők a mai bazilika alapjául szolgáló negyedik századi templom maradványai, illetve még mélyebben két római ház romjai.

## Szent Kelemen
A templom névadójáról, Szent Kelemenről csak keveset tudni, a Róma püspökeiről szóló legrégebbi feljegyzés szerint harmadikként követte Szent Pétert. A hagyomány szerint 96 táján ő írta a korinthosziakhoz szóló egyik levelet, amelyben a római és a korinthoszi egyház viszonyát igyekezett rendezni. A Szentírásban Pál apostol munkatársa, akinek segítségére volt az evangélium hirdetésében. Negyedik századi források szerint Traianus római császár idejében (98-117) a Krím-félszigetre küldték kényszermunkára egy bányába, majd térítő tevékenysége miatt a rómaiak egy horgonyhoz kötötték, és a Fekete-tengerbe dobták. A legenda szerint angyalok készítettek sírt neki, amely megőrizte testét. Ereklyéit a főoltár alatt őrzik, onnan minden év november 23-án, a körmenetre veszik elő. Az ereklyéket Szent Cirill, a cirill ábécé megalkotója kutatta fel 861-ben a Krím-félszigeten, majd 868-ban érkezett Rómába vele.

## Építése
A 19. század közepéig mindenki azt hitte, hogy a ma is álló bazilikáról írta Szent Jeromos 392-ben: "egy római templom máig megőrizte Szent Kelemen emlékét". 1857-ben Joseph Mullooly, dominikánus házfőnök azonban ásatásokat kezdett a templom alatt, amelynek során rábukkant a szövegben szereplő eredeti, 4. századi bazilikára, alatta pedig 1. századi épületmaradványokat talált. Ennek során bukkantak rá Szent Cirill sírjára is 1863-ban.
- Legalsó (második föld alatti) szint - A legmélyebben két különálló épület maradványai vannak, amelyek az 1. századból származnak. A két házat egy keskeny utca választotta el egymástól. Ezeket olyan korábbi épületek helyén emelték, amelyek a Nero római császár uralkodása alatt keletkezett 64-es tűzben pusztultak el. A második században keresztények titkos találkozóhelye lett.[5] A ház az első században egy Clemens nevű férfié volt, aki talán rokonságban állt Szent Kelemennel, esetleg felszabadított zsidó volt.[6] Egyes feltevések szerint a név a római mártír konzulra, Titus Flavius Clemensre utal.[5] A belső udvarból a perzsa napisten, Mithrász szentélyét alakították ki.[5]
- Középső (első föld alatti) szint - Miután a 4. században, Nagy Konstantin római császár uralkodása alatt befejeződött a keresztényüldözés, az épületek földszinti helyiségeit és az udvart feltöltötték, és ráépítették a Szent Kelemennek szentelt templomot. Az új szint udvara lett a templom hajója, míg az emeleti helyiségeket oldalhajóvá alakították át.[7] Az építkezés Sziriciusz pápa uralkodása (384-399) között zajlott, ennek emlékét kőbe vésett felirat őrzi. A bazilika az 5. században két pápai tanácskozásnak is helyet adott. A 6., 8. és 9. században is felújították, ebben az időben számos freskó került a falakra. A bazilika az 1084-es normann támadásban súlyosan megrongálódott, de már korábban is megroggyant a szerkezete, ugyanis öt méterrel volt mélyebben az utca szintjénél.[5]
- A mai bazilika - 1108-ban a negyedik századi bazilikát feltöltötték, és egy új templomot emeltek rá, amely ma is áll. Ez nagyjából őrzi eredeti képét, bár a 18. században felújításon esett át.[5] A templom alaprajza háromhajós.

## A bazilika látnivalói

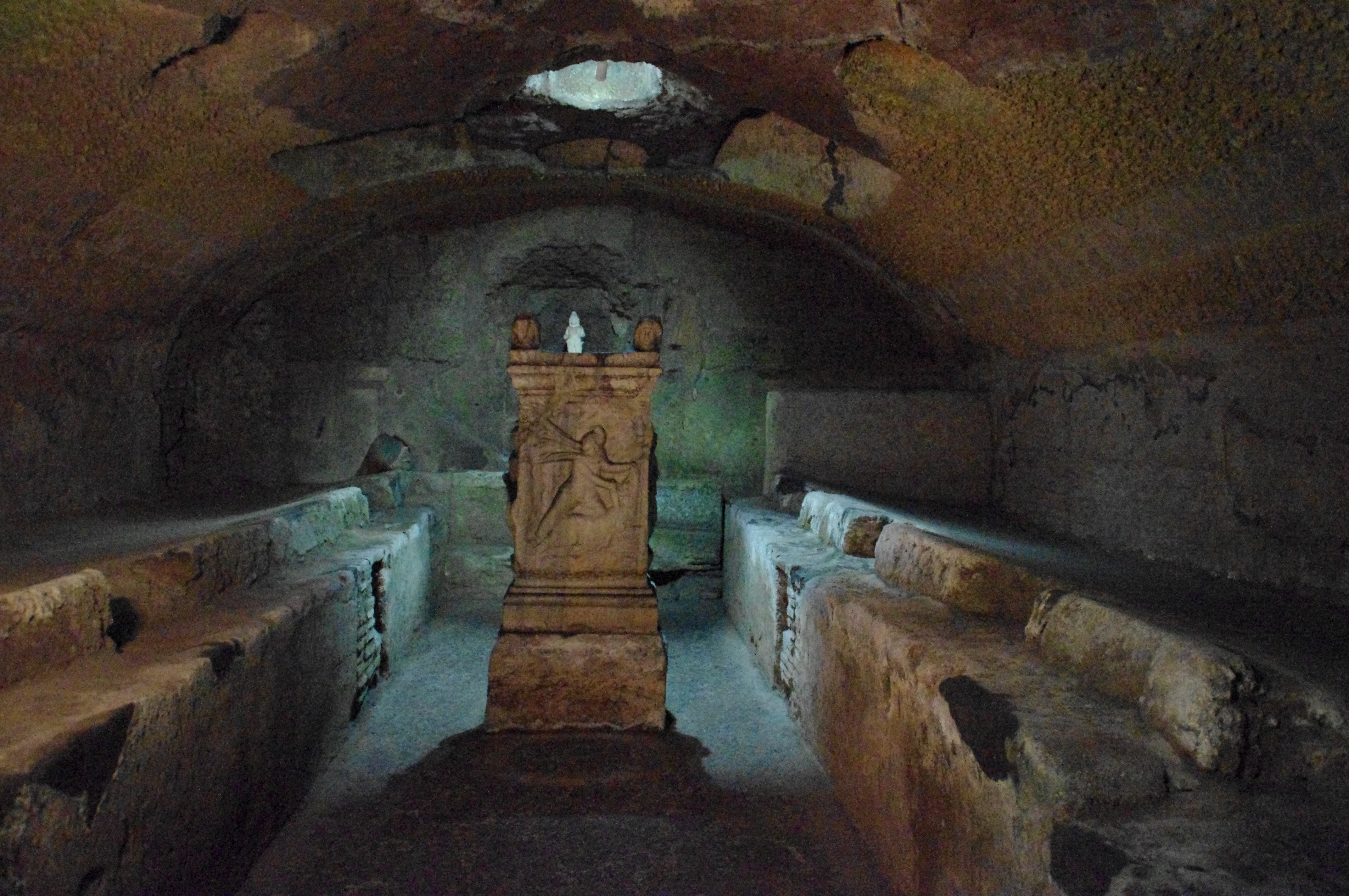
A Mithraeum

- Apszismozaik - A 12. századból származó mozaik az élet élet fáját ábrázolja, a kép kő- és üvegkockái a lerombolt, 4. századi templomból származnak.[6]
- Freskók Sisinus legendájáról - A képek az alsó templomban találhatók. Sisinus, a gazdag pogány történetét mesélik el, aki megsüketült és megvakult, mert kételkedett keresztény felesége hűségében. Szent Kelemen meggyógyította, de Sisinus hálátlanul rátámad. Ezeken a freskókon találhatók a legkorábbi olasz nyelvű feliratok.[6]
- Mithraeum - A helyiség, amelynek két oldalán dobogók állnak, a férfiak rituális, az utolsó vacsorát megidéző étkezésének helyszíne volt. Az oltárképen Mithrász éppen leszúrja a kozmikus bikát.[6]
- Szent Katalin-freskók - A 15. századi, korai firenzei reneszánsz stílusában készített faliképek Alexandriai Szent Katalin életét mesélik el. A freskókat Masolino da Panicale készítette.[6]

## Szerzetesek
A Szent Kelemen Bazilika 1403-ban adott helyett az első szerzetesi közösségnek, a Szent Ambrus kongregációnak. 1645-ben a dominikánusok lettek a templom felügyelői, akiket Camillo Pamphili, X. Ince pápa bíboros unokaöccse bízott meg a feladattal. A teljes jogokat a bazilika felett 1667-ben kapta meg a dominikánus rend. Tíz évvel később a hazájukban folyó vallásüldözés elől Rómába érkező ír dominikánusoké lett a templom.

## Érdekességek
- Szent Cirill 869. szeptember 14-én halt meg Rómában. Holttestét a Szent Kelemen-bazilikában hantolták el, ahol a francia forradalom időszakáig nyugodott. Maradványai akkor elvesztek, és csak az 1960-as években bukkantak rá egy darabjára az ír dominikánus szerzetesek. VI. Pál pápa személyesen helyezte el az ereklyét ismét a templomban.[3]
- Szent Kelemenről megemlékezik a Biblia. Pál Apostolnak a filippibeliekhez írt levelében ez olvasható: "Igen, kérlek téged is, igaz szolgatársam, légy segítségül ezeknek, mint akik az evangyéliom dolgában együtt viaskodtak velem, Kelemennel is, és ama többi munkatársaimmal, kiknek neveik fölírvák az életnek könyvében".[9]
- A föld alatt egy forrás található.